# Castello di Castel del Piano
Il castello di Castel del Piano è un edificio difensivo situato nel comune di Licciana Nardi, in provincia di Massa-Carrara. Sorge nella regione storica della Lunigiana, lungo la sponda sinistra del torrente Taverone.
Venne costruito dai Malaspina, dal 1535 sovrani del Marchesato di Licciana Nardi: il suo primo uso fu probabilmente quello di una residenza fortificata estiva con una parte adatta alla conservazione del raccolto e dei frutti di stagione. Tra le poche informazioni legate all'edificio c'è quella dell'assalto subito la sera del 30 luglio 1691. A seguito del comportamento del marchese di Licciana Obizzo, il castello fu assalito da circa 400 soldati genovesi comandati dal marchese di Suvero: la truppa proseguì per Licciana.
Oggi il castello, residenza privata, mantiene alcune caratteristiche originarie: lo stemma marchionale in facciata, e la cortina muraria quadrangolare, probabilmente settecentesca (durante il marchesato congiunto dei fratelli Cornelio ed Ignazio Malaspina), antistante la facciata del palazzo e rinforzata agli angoli da due torrette ottagonali.